# Протектор
Протектор (на английски: protect – защита) е елемент от автомобилните гуми, предназначен за осигуряване на максимално сцепление с пътната настилка, защита на вътрешните части на гумата от повреди.
Биват няколко типа: високо проходими – с едър рисунък на шарката и мощно сцепление с повърхността; универсални – подходящи за движение, както по пресечена местност, така и по асфалт и гладки (сликове), предназначени за движение само по асфалтови покрития, предимно за автомобилни състезания (Формула 1, Индикар и др.)
В северните страни се използват гуми, на чийто протектор са монтирани специални шипове, за по-голямо сцепление при сняг, лед и т.н.